# Humphry Osmond
Humphry Fortescue Osmond (1. srpnja 1917. – 6. veljače 2004.) je bio britanski psihijatar.
Osmond je poznat po tome što je skovao riječ psychedelic (psihodeličan, psihodelija) i zbog svojih revolucionarnih istraživanja na području 
korištenja psihodeličnih droga u medicinske svrhe. Također je poznat po LSD - terapiji, takozvani termin korišten prilikom istraživanja LSD-a za medicinske svrhe, gdje se nastojalo shvatit prirodu određenih mentalnih poremećaja.
Osmond je rođen u gradu Surrey. Kao mlad čovjek je radio za arhitekta i pohađao Guy's Hospital Medical School na King's College London. Za vrijeme drugog svjetskog rata Osmond je specijalizirao za psihijatra.
Termin psychedelic Osmond je prvi put predložio 1957. godine na sastanku New York Academy of Sciences. Aldous Huxley je Osmondu poslao pismo s rimom "To make this trivial world sublime, take half a gram of phanerothyme.", što je bio njegov prijedlog za naziv. Nakon toga je Osmond sastavio rimu koja je ušla u povijest: "To fathom Hell or soar angelic, just take a pinch of psychedelic."